# 大藤敏行
大藤 敏行（おおふじ としゆき、1962年4月13日  - ）は、日本の高校野球指導者。愛知県常滑市出身。

## 経歴
中京高校（現中京大中京高校）時代は2年生の時に第61回全国高校野球選手権大会に三塁手として出場し、3回戦まで進出。3回戦は徳島県の池田高校に敗れたが、この次の試合として行われたのが後に有名となる箕島対星稜延長18回の試合だった。なお、高校時代のチームメイトに1980年度のプロ野球ドラフト会議で巨人に4位指名されながら入団を拒否した瀬戸山満年（→プリンスホテル）がいる。
卒業後は中京大学へ進学。愛知大学リーグ戦通算83試合出場、253打数71安打、打率.281、2本塁打、29打点。ベストナイン2度受賞。卒業後は静清工業高校のコーチを5年間務め、1990年8月から母校の中京高校監督に28歳で就任。就任当初の指導スタイルはスパルタであった。
1997年の第69回選抜高校野球大会に監督として初めて甲子園に出場し、決勝まで進出したが、天理高校に敗れて準優勝。校名が中京大中京高校に変わって初の甲子園でもあった。2000年には第82回全国高校野球選手権大会で選手時代以来の夏の甲子園へ出場した。
2009年の第91回全国高校野球選手権大会で決勝まで進出し、新潟県の日本文理高校を10-9で破り、同校の43年ぶり7度目となる優勝へ導いた。
2010年愛知県大会前の6月18日に同年限りでの監督勇退を発表された。第92回全国高校野球選手権大会2回戦の早稲田実業学校戦（8月14日）が監督最後の試合となった。甲子園出場は夏4回、春5回の出場だった。勇退後は朝日放送の高校野球中継に解説者として出演していた。
2017年はU-18ワールドカップの日本代表ヘッドコーチを務め、同年9月20日、2000年のセンバツを最後に甲子園から遠ざかっている享栄の野球部顧問に2018年4月から就任することが発表された。
2018年4月22日、柴垣旭延の後任として同年8月から監督へ就任することが発表された。享栄の監督をOB以外が務めるのは自身が初めてである。昔ながらのいわゆる根性野球から脱却した、選手目線での指導を心掛けており、2021年1月からは部員の丸刈り強制の風潮を撤廃した。

## 主な教え子
- 前田章宏（元中日ドラゴンズ）
- 深町亮介（元読売ジャイアンツ）
- 嶋基宏（現東京ヤクルトスワローズ）
- 井藤真吾（元中日ドラゴンズ）
- 堂林翔太（現広島東洋カープ）
- 磯村嘉孝（現広島東洋カープ）
- 伊藤隼太（現愛媛マンダリンパイレーツ）